# フェルディナント・フォン・ヴェストファーレン
フェルディナント・オットー・ヴィルヘルム・ヘニング・フォン・ヴェストファーレン（ドイツ語: Ferdinand Otto Wilhelm Henning von Westphalen、1799年4月23日 - 1876年7月2日）は、プロイセンの政治家。1848年革命鎮圧後の反動時代にあって強硬保守派として活動し、1850年から1858年にかけてプロイセン内務大臣を務めて自由主義者を徹底的に弾圧した。カール・マルクスの妻イェニーは腹違いの妹にあたる

## 経歴
トリーア政庁の参事官ルートヴィヒ・フォン・ヴェストファーレンの息子として生まれる。父は自由主義的だったが、彼は反動となった。
ハレ大学、ゲッティンゲン大学、ベルリン大学で学ぶ。プロイセン内務省に勤務し、1844年にシュテティーンの副知事に任じられ、1849年にはリーグニッツの知事に任命された。
1848年革命が鎮圧されたのち、反動時代が始まり、1850年から1858年にかけてプロイセン首相オットー・テオドール・フォン・マントイフェルの下で内務大臣を務め、自由主義者弾圧の指揮を執った。ヴェストファーレンの指揮下、プロイセン衆議院では徹底した選挙干渉と政治的自由の抑圧が行われ、保守派が多数を占め続けた。1855年10月の選挙では350人の議員のうち72人が群長、42人が検事・官吏であり、「群長議会」と呼ばれた（反政府派は四分の一以下に抑え込まれていた）。しばしばマントイフェルの意向に背いてでも反動政策を実行したため、反動時代の象徴的な人物となった。
1857年に自由主義派と親交があった皇太弟ヴィルヘルム（ヴィルヘルム1世）が精神病の兄王フリードリヒ・ヴィルヘルム4世に代わって国王代理となったが、彼は正式な摂政に就任するまで独自の政策を行うつもりはなかった。しかし反動政府の中でも最大の反動として自由主義者の間で悪名高かったヴェストファーレンだけは摂政就任前に解任し、エドゥアルト・フォン・フロットヴェルに変更した（首相マントイフェルらは摂政就任後に解任した）。
腹違いの妹イェニーは共産主義革命家カール・マルクスの妻だったが、保守的なフェルディナントは妹が「文無しで国際的に悪評高いユダヤ人革命家」と結婚したことを非常に疎み、二人の関係を断ち切るために様々な手段を講じ、イェニーに「ヴェストファーレン一族の家名を汚す真似は許さない」という警告を与えた。